# Communauté de communes de Beauce et Gâtine
La communauté de communes de Beauce et Gâtine est une ancienne communauté de communes française, située dans le département de Loir-et-Cher. Elle disparaît en janvier 2017 et la mise en effet de la nouvelle Communauté d'agglomération Territoires vendômois,,.

## Géographie

### Composition
Elle était composée des communes suivantes :
| Nom                         | Code Insee | Gentilé           | Superficie (km2) | Population (dernière pop. légale) | Densité (hab./km2) |
| --------------------------- | ---------- | ----------------- | ---------------- | --------------------------------- | ------------------ |
| Saint-Amand-Longpré (siège) | 41199      | Saint-Amandinois  | 21,37            | 1 236 (2014)                      | 58                 |
| Ambloy                      | 41001      |                   | 13,16            | 182 (2014)                        | 14                 |
| Authon                      | 41007      | Authonais         | 32,26            | 704 (2014)                        | 22                 |
| Crucheray                   | 41072      | Cruchérois        | 25,43            | 392 (2014)                        | 15                 |
| Gombergean                  | 41098      | Gombergeanais     | 12,18            | 196 (2014)                        | 16                 |
| Huisseau-en-Beauce          | 41103      | Huissellois       | 8,98             | 413 (2014)                        | 46                 |
| Lancé                       | 41107      | Lancéens          | 18,01            | 461 (2014)                        | 26                 |
| Nourray                     | 41163      | Nourréens         | 12,17            | 116 (2014)                        | 9,5                |
| Périgny                     | 41174      |                   | 10,41            | 186 (2014)                        | 18                 |
| Pray                        | 41182      | Prayens           | 10,48            | 293 (2014)                        | 28                 |
| Prunay-Cassereau            | 41184      | Prunaisiens       | 32,85            | 626 (2014)                        | 19                 |
| Saint-Gourgon               | 41213      | Saint-Gourgonnais | 10,15            | 117 (2014)                        | 12                 |
| Selommes                    | 41243      | Selommois         | 28,01            | 830 (2014)                        | 30                 |
| Tourailles                  | 41261      | Touraillons       | 7,46             | 132 (2014)                        | 18                 |
| Villechauve                 | 41278      | Villacalvitiens   | 11,02            | 290 (2014)                        | 26                 |
| Villemardy                  | 41283      |                   | 12,17            | 275 (2014)                        | 23                 |
| Villeporcher                | 41286      | Villeporcherois   | 12,10            | 153 (2014)                        | 13                 |
| Villeromain                 | 41290      | Villeromanois     | 13,08            | 247 (2014)                        | 19                 |

## Historique
La communauté de communes de Beauce et Gâtine est née le 18 décembre 2000.

## Démographie
La communauté de communes de Beauce et Gâtine comptait 6 825 habitants (population légale INSEE) au 1er janvier 2012. La densité de population est de 23,4 hab./km2.

### Évolution démographique
| 1968  | 1975  | 1982  | 1990  | 1999  | 2007  | - | - | - |
| ----- | ----- | ----- | ----- | ----- | ----- | - | - | - |
| 6 540 | 6 035 | 5 928 | 5 972 | 6 139 | 6 602 | - | - | - |

« Évolution et structure de la population (de 1968 à 2007) », sur Insee (consulté le 13 octobre 2010)

## Politique communautaire

### Représentation

#### Présidents de la communauté de communes
| Période | Période       | Identité     | Étiquette | Qualité                                                                                            |
| ------- | ------------- | ------------ | --------- | -------------------------------------------------------------------------------------------------- |
| 2001    | décembre 2016 | Serge Lepage | NC-UDI    | Maire de Saint-Amand-Longpré (1995 → 2024) Conseiller général de Saint-Amand-Longpré (2001 → 2015) |

### Compétences
1. Développement économique
2. Aménagement de l'espace
3. Protection et mise en valeur de l'environnement
4. Politique du logement et cadre de vie
5. Aménagement et entretien de la voirie
6. Équipements sportifs et culturels
7. Tourisme
8. Éclairage public

À l'intérieur de chaque compétence, les élus ont défini « l'intérêt communautaire » qui permet de déterminer ce qui reste de compétence communale et ce qui effectivement transféré à la Communauté.

### Identité visuelle
|  | Logo de la Communauté de Communes |

## Pour approfondir